# Mia Farrow
Maria (Mia) de Lourdes Villiers-Farrow (Los Angeles, 9 februari 1945) is een Amerikaans actrice. Ze won in 1965 een Golden Globe als meest veelbelovende nieuwkomer. Daarnaast won ze onder meer een Premi David di Donatello voor Rosemary's Baby en een National Board of Review Award voor Alice.
Farrow is naast actrice tevens ambassadeur voor Unicef.

## Biografie
Farrow is de dochter van regisseur John Farrow en zijn vrouw, de actrice Maureen O'Sullivan. Op 19 juli 1966 trouwde ze op 21-jarige leeftijd met de toen 50-jarige Frank Sinatra. Eind 1967 liet Sinatra haar de scheidingspapieren bezorgen op de set van de film Rosemary's Baby, die zij maakte met regisseur Roman Polański. Later speelde ze in onder meer The Great Gatsby (1974), Death on the Nile (1978), Avalanche (1978), New York Stories (1989), Crimes and Misdemeanors (1989), Miami Rhapsody (1995) en de rol van de aan Alzheimer lijdende Diane McGowin in de televisiefilm Forget Me Never (1999).
In 1970 trouwde Farrow met André Previn, met wie ze drie kinderen kreeg. Samen adopteerden ze nog drie andere kinderen, waaronder Soon-Yi Previn. Ze zijn gescheiden in 1979.
Farrow was van 1980 tot 1987 de geliefde van Woody Allen, met wie ze niet samenwoonde. Ze kregen één biologische zoon, The New Yorker-publicist en Pulitzerprijswinnaar Ronan Farrow (1987), over wie Farrow in 2012 beweerde dat hij 'mogelijk' niet Allens zoon is, maar een kind van Frank Sinatra. In 1991 co-adopteerde Allen een zoon (Moses) en een dochter (Dylan) die Mia elf, respectievelijk zes jaren eerder had geadopteerd. In januari 1992 bleek dat Allen een maand eerder een relatie was aangegaan met Farrows, toen 21-jarige, geadopteerde dochter Soon-Yi Previn. Zeven maanden later, in augustus 1992, presenteerde Farrow de aantijging dat Allen hun 7-jarige adoptiedochter Dylan zou hebben misbruikt. De aantijging werd grondig onderzocht en leidde niet tot een aanklacht, noch tot een civiele procedure. Na de definitieve verwijdering tussen Farrow en Allen adopteerde zij nog vijf kinderen.
Mia Farrow heeft (had) veertien kinderen, van wie vier biologisch (Matthew, Sascha, Fletcher en Ronan) en tien geadopteerd (Lark, Daisy, Soon-Yi, Moses, Dylan, Tam, Isaiah, Thaddeus, Quincy en Frankie-Minh). Ze heeft vijf van haar eerste zes Aziatische adoptiekinderen verloren. Van drie daarvan nam zij afstand (Lark, Soon-Yi, Moses) en drie daarvan stierven, naar verluidt na jarenlange depressies (Lark, Thaddeus, Tam).
Daarnaast heeft ze zes kleinkinderen van haar biologische kinderen en nog eens negen van haar adoptiekinderen.

## Filmografie
- John Paul Jones (1959) - Rol onbekend
- Guns at Batisi (1964) - Karen Eriksson
- Peyton Place Televisieserie - Allison Mackenzie (1964-1966)
- Johnny Belinda (Televisiefilm, 1967) - Belinda MacDonald
- A Dandy in Aspic (1968) - Caroline
- Rosemary's Baby (1968) - Rosemary Woodhouse
- Secret Ceremony (1968) - Cenci
- John and Mary (1969) - Mary
- Blind Terror (1971) - Sarah
- Goodbye, Raggedy Ann (Televisiefilm, 1971) - Brooke Collier
- Follow Me! (1972) - Belinda
- Docteur Popaul (1972) - Christine Dupont
- The Great Gatsby (1974) - Daisy Buchanan
- Peter Pan (Televisiefilm, 1976) - Peter Pan
- Full Circle (1977) - Julia Lofting
- A Wedding (1978) - Elizabeth 'Buffy' Brenner
- Avalanche (1978) - Caroline Brace
- Death on the Nile (1978) - Jacqueline De Bellefort
- Hurricane (1979) - Charlotte Bruckner
- Sarah (Televisiefilm, 1982) - Vertelster
- A Midsummer Night's Sex Comedy (1982) - Ariel
- The Last Unicorn (1982) - Unicorn/Amalthea (Stem)
- Zelig (1983) - Dr. Eudora Nesbitt Fletcher
- Broadway Danny Rose (1984) - Tina Vitale
- Supergirl (1984) - Alura
- The Purple Rose of Cairo (1985) - Cecilia
- Hannah and Her Sisters (1986) - Hannah
- Radio Days (1987) - Sally White
- September (1987) - Lane
- Another Woman (1988) - Hope
- New York Stories (1989) - Lisa
- Crimes and Misdemeanors (1989) - Halley Reed
- Alice (1990) - Alice Tate
- Long Ago and Far Away Televisieserie - Vertelster (Afl., Beauty and the Beast, 1990|Pegasus, 1991)
- Shadows and Fog (1992) - Irmy
- Husbands and Wives (1992) - Judy Roth
- Widows' Peak (1994) - Miss Katherine O'Hare/Clancy
- Miami Rhapsody (1995) - Nina Marcus
- Reckless (1995) - Rachel
- Angela Mooney (1996) - Angela Mooney
- Redux Riding Hood (1997) - Doris/Mrs. Wolf (Stem)
- Miracle at Midnight (Televisiefilm, 1998) - Doris Koster
- Coming Soon (1999) - Judy Hodsell
- Forget Me Never (Televisiefilm, 1999) - Diane McGowin
- A Girl Thing (Televisiefilm, 2001) - Betty McCarthy
- Julie Lydecker (Televisiefilm, 2002) - Rol onbekend
- Purpose (2002) - Anna Simmons
- The Secret Life of Zoey (Televisiefilm, 2002) - Marcia Carter
- Third Watch Televisieserie - Mona Mitchell (Afl., Know Thyself, 2000|Collateral Damage: Part 1, 2003|In Lieu of Johnson, 2003|Goodbye to All That, 2003)
- Samantha: An American Girl Holiday (Televisiefilm, 2004) - Grandmary Edwards
- The Omen 666 (2006) - Mrs. Baylock
- Arthur et les Minimoys (2006) - Granny
- Fast Track (2006) - Amelia Kowalski
- Be Kind Rewind (2008) - Ms. Kimberly